# Microrégion de Divinópolis
 (février 2025).
Si vous disposez d'ouvrages ou d'articles de référence ou si vous connaissez des sites web de qualité traitant du thème abordé ici, merci de compléter l'article en donnant les références utiles à sa vérifiabilité et en les liant à la section « Notes et références ».
La microrégion de Divinópolis est l'une des cinq microrégions qui subdivisent l'Ouest du Minas, dans l'État du Minas Gerais au Brésil.
Elle comporte 11 municipalités qui regroupaient 449 710 habitants en 2006 pour une superficie totale de 5 091 km2.

## Municipalités[1]
- Carmo do Cajuru
- Cláudio
- Conceição do Pará
- Divinópolis
- Igaratinga
- Itaúna
- Nova Serrana
- Perdigão
- Santo Antônio do Monte
- São Gonçalo do Pará
- São Sebastião do Oeste